# ディミトリス・ダラクーラス
ディミトリス・ダラクーラス（Dimitris Dalakouras (ギリシア語: Δημήτρης Νταλακούρας、1999年3月31日 - ）は、ギリシャ・ヨアニナ出身のプロサッカー選手。パニオニオスFC所属。ポジションは、ミッドフィールダー。

## クラブ歴
パネトリコスのユースチームで選手生活をスタート。
2018年2月3日、パナシナイコス戦でスーパーリーグデビューを果たした。